# Río Balderrama
El río Balderrama es un breve pero caudaloso curso fluvial situado en la provincia de Tucumán, en el noroeste de la Argentina. Forma parte de la cuenca de la Laguna Mar Chiquita.
Está ubicado en el centro de la provincia de Tucumán, a la que recorre en sentido oeste-este. Como todos los ríos de la región, conduce más agua durante la temporada estival que durante la invernal, ya que el clima monzónico produce lluvias casi exclusivamente en los meses cálidos.

## Cuenca del río Balderrama
El sistema hidrográfico de la provincia de Tucumán está marcado por un enorme "abanico" que coincide aproximadamente con los límites de la provincia, cuyo vértice y sumidero es el embalse Río Hondo. Este abanico está formado, a su vez, por tres abanicos principales: al norte, de forma alargada, la cuenca del río Salí medio, que pasa por la capital provincial, San Miguel de Tucumán. Al sur la cuenca del breve río Hondo, actualmente desaparecido bajo las aguas del embalse, formado básicamente por los ríos Gastona, Medina y Marapa.
Entre una y otra cuenca, con una marcada forma de abanico, corren una serie de ríos en dirección este o sudeste, que se unen para formar el corto río Balderrama, de unos 15 km de largo, afluente a su vez del río Salí inferior. Ellos son, de norte a sur, los ríos Colorado, Famaillá, Caspichango, Los Sosa y Pueblo Viejo.

## Río Colorado
El río Colorado nace en las estribaciones orientales de las Cumbres Calchaquíes. Su nombre proviene de los sedimentos que arrastra, ya que la mayor parte de su aporte hídrico proviene de tierras cultivadas, que pierden arcilla en forma continua. Tras pasar junto a la localidad de Río Colorado, gira abruptamente hacia el sur para después desembocar en el río Famaillá.

## Río Famaillá
El río Famaillá nace en las Cumbres Calchaquíes, justo al este del Valle de Tafí, bajando desde las montañas por una estrecha y empinada quebrada antes de salir a la llanura. Toda su trayectoria es en dirección sudeste. Tras pasar junto a la ciudad de Famaillá recibe por su margen izquierda el río Colorado, para poco más abajo desembocar en el río Balderrama.

## Río Caspichango
El río Caspichango o río Hollinado baja de las Cumbres Calchaquíes hacia el sursudeste, sin recibir aportes significativos desde que abandona la región montañosa. Pasa junto a la localidad de Santa Lucía antes de desembocar en el río Balderrama.

## Río Los Sosa
El amplio Valle de Tafí es el vínculo natural de los Valles Calchaquíes con el resto de la provincia de Tucumán; allí se forma, por unión de los ríos de la Puerta, Blanco y del Mollar el río de la Angostura, que es embalsado por el Embalse La Angostura antes de ingresar en la estrecha quebrada de los Sosa, abrupta y con un desnivel de alrededor de 1.500 m. En la actualidad, esta quebrada es el acceso terrestre al valle del Tafí.
Al pie de la cuesta, el río adopta la forma de río de semillanura, con el nombre de río de los Sosa. Recibe los aportes de los ríos Chusca, Seco y Aguilar antes de unirse al río Pueblo Viejo, formándose de la unión de ambos el río Balderrama.

## Río Pueblo Viejo
Al sur del valle del Tafí se abre la quebrada del Portugués, de gran importancia histórica, ya que esa era la ruta antigua para comunicar el llano con Tafí del Valle. Por esta ruta llegaron los primeros colonizadores al Tucumán, y al pie de la misma fueron fundadas la primera ciudad de El Barco —primera ciudad fundada en la gobernación del Tucumán— y la primera ubicación de San Miguel del Tucumán, en el sitio hoy conocido como Ibatín. Esa ciudad fue abandonada a mediados del siglo XVII, pero quedó una pequeña localidad que le dio al curso de agua sobre el que estaba ubicado el nombre de río Pueblo Viejo.
Tras completar su descenso desde las montañas, recibe el nombre de río Los Reales, y suma el caudal de varios afluentes que bajan de la sierra del Aconquija, entre ellos el río Nevado y el río La Horqueta. Poco antes de su unión, los ríos Los Reales y La Horqueta son aprovechados en la central hidroeléctrica Pueblo Viejo, una pequeña central de pasada que utiliza túneles a través de las montañas para unir los caudales de ambos ríos y generar hidroelectricidad aguas abajo. Poco después de la usina hidroeléctrica, el río sale a la llanura y gira al estenoreste, pasa junto a la ciudad de Monteros, y se une con el río de los Sosa para formar el río Balderrama.